# Hessler Peak
Der Hessler Peak ist ein 1670 m hoher, spitzer Berggipfel im westantarktischen Ellsworthland. Er ragt am südlichen Ende des Dunbar Ridge in der Heritage Range des Ellsworthgebirges auf.
Der Gipfel wurde vom United States Geological Survey im Rahmen der Erfassung des Ellsworthgebirges in den Jahren von 1961 bis 1966 durch Vermessungen vor Ort und Luftaufnahmen der United States Navy kartografiert. Das Advisory Committee on Antarctic Names benannte den Berg 1966 nach Victor P. Hessler, einem Ionosphären-Physiker des United States Antarctic Research Program, der in den antarktischen Sommermonaten der Jahre 1965/66 und 1966/67 auf der sowjetischen Wostok-Station tätig war.